# Sassi's loofbuulbuul
Sassi's loofbuulbuul (Phyllastrephus lorenzi) is een zangvogel uit de familie Pycnonotidae (buulbuuls). De Nederlandse naam verwijst naar de Oostenrijkse zoöloog Moritz Sassi die deze vogel in 1914 wetenschappelijk heeft beschreven.

## Verspreiding en leefgebied
Deze soort komt voor in oostelijk Congo-Kinshasa en direct aangrenzend Oeganda.

## Status
De grootte van de populatie is niet gekwantificeerd maar de soort wordt omschreven als algemeen. Op de Rode lijst van de IUCN heeft deze soort de status niet bedreigd.